# Norbourne Estates
Norbourne Estates är en inkorporerad ort i Jefferson County i Kentucky. Vid 2020 års folkräkning hade Norbourne Estates 437 invånare.